# IC 2570
IC 2570 — галактика типу SBbc (компактна витягнута галактика) у сузір'ї Насос.
Цей об'єкт міститься в оригінальній редакції індексного каталогу.